# Flipper (film, 1963)
- Titre français : Aventure en Floride

Pour plus de détails, voir Fiche technique et Distribution.
Flipper / Aventure en Floride est un film américain réalisé par James B. Clark , sorti en 1963.

## Fiche technique
- Titre : Flipper
- Titre original : Flipper
- Titre français : Aventure en Floride
- Réalisation :  James B. Clark
- Scénario : Ricou Browning 
 Jack Cowden
- Production : Ivan Tors
- Société de production : Metro-Goldwyn-Mayer
- Société de distribution : Metro-Goldwyn-Mayer
- Musique : Henry Vars
- Photographie :
- Montage :
- Direction artistique :
- Décorateur de plateau :
- Costumes :
- Pays de production : États-Unis
- Genre : aventure
- Format : Couleurs (Technicolor) - 35 mm - 1,85:1 - Son : Mono (Westrex Recording System)
- Durée : 87 minutes
- Date de sortie :
  - États-Unis : 14 août 1963
- Affiches : Reynold Brown (États-Unis), Roger Soubie (France)

## Distribution

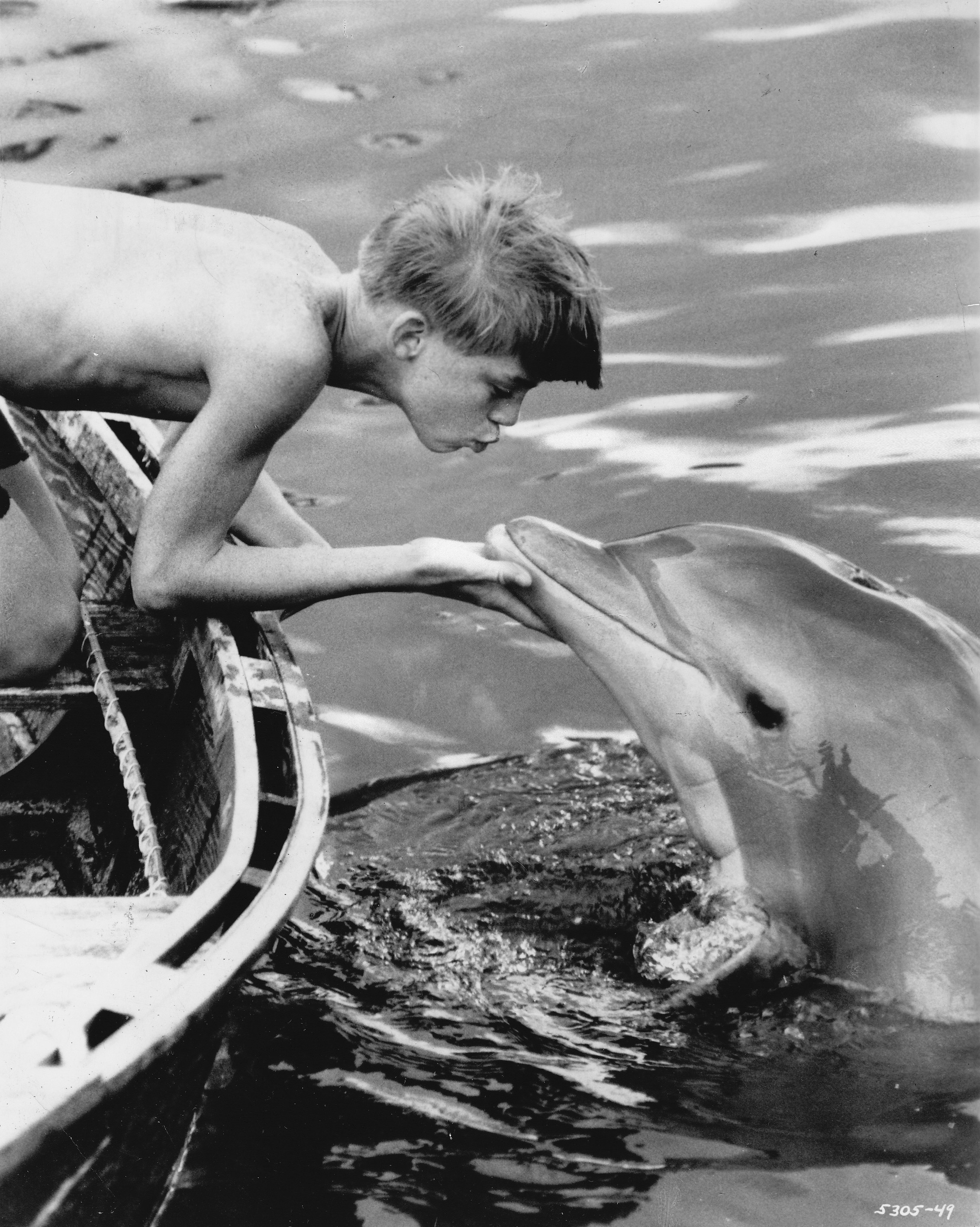
Luke Halpin dans une scène du film.

- Chuck Connors (VF : Michel Gatineau) : Porter Ricks
- Luke Halpin : Sandy Ricks
- Kathleen Maguire (VF : Françoise Fechter) : Martha Ricks
- Connie Scott : Kim Parker
- Jane Rose : Hettie White
- Joe Higgins (VF : Pierre Collet) : Mr. L.C. Parett
- Robertson White (VF : Jean Berton) : Mr. Abrams
- George Applewhite (VF : Lucien Bryonne) : Shérif Rogers